# La Motte-Chalancon
 La Motte-Chalancon  es una población y comuna francesa, en la región de Ródano-Alpes, departamento de Drôme, en el distrito de Die. Es el chef-lieu y mayor población del cantón de La Motte-Chalancon.

## Demografía
| 535 | 486 | 398 | 393 | 382 | 395 | 441 | 403 | 421 |
| Para los censos de 1962 a 1999 la población legal corresponde a la población sin duplicidades (Fuente: INSEE [Consultar]) |     |     |     |     |     |     |     |     |